# (202605) Shenchunshan
(202605) Shenchunshan est un astéroïde de la ceinture principale.

## Description
(202605) Shenchunshan est un astéroïde de la ceinture principale. Il fut découvert le 18 avril 2006 à l'Observatoire de Lulin par Ting Chang Yang et Ye Quan-Zhi. Il présente une orbite caractérisée par un demi-grand axe de 3,11 UA, une excentricité de 0,19 et une inclinaison de 4,3° par rapport à l'écliptique.

## Compléments